# Базалійська селищна рада
Базалі́йська се́лищна ра́да — колишня адміністративно-територіальна одиниця та орган місцевого самоврядування в Теофіпольському районі Хмельницької області. Адміністративний центр — селище міського типу Базалія.

## Загальні відомості
Базалійська селищна рада утворена в 1921 році.
- Територія ради: 31,044 км²
- Населення ради: 1 767 осіб (станом на 1 січня 2012 року)
- Територією ради протікає річка Случ

## Населені пункти
Селищній раді підпорядковані населені пункти:
- смт Базалія

## Склад ради
Рада складається з 16 депутатів та голови.
- Голова ради: Герасімюк Ірина Василівна
- Секретар ради: Лавренюк Наталія Дмитрівна

### Керівний склад попередніх скликань
| Прізвище, ім'я, по батькові | Основні відомості                                                | Дата обрання | Дата звільнення |
| --------------------------- | ---------------------------------------------------------------- | ------------ | --------------- |
| Чечевич Микола Онуфрійович  | Селищний голова, 1948 року народження, член Народної партії      | 26.03.2006   | 16.10.2009      |
| Герасімюк Ірина Василівна   | Селищний голова, 1972 року народження, освіта вища, позапартійна | 31.10.2010   |                 |

Примітка: таблиця складена за даними сайту Верховної Ради України

### Депутати
За результатами місцевих виборів 2010 року депутатами ради стали:

#### За суб'єктами висування
| Суб'єкт висування                 | Кількість обраних депутатів | %    |
| --------------------------------- | --------------------------- | ---- |
| Народна партія                    | 9                           | 56,3 |
| Самовисування                     | 6                           | 37,5 |
| Політична партія «Сильна Україна» | 1                           | 6,3  |

#### За округами
| № округу                          | Прізвище, ім'я, по батькові   | Дата визнання обраним | Освіта  | Партійна приналежність                        | Відомості про обраного депутата                                       |
| --------------------------------- | ----------------------------- | --------------------- | ------- | --------------------------------------------- | --------------------------------------------------------------------- |
| Народна Партія                    |                               |                       |         |                                               |                                                                       |
| 1                                 | Фесун Іван Васильович         | 01.11.2010            | вища    | член Народної партії                          | Базалійська районна лікарня, головний лікар                           |
| 2                                 | Коломійчук Світлана Василівна | 01.11.2010            | вища    | член Народної партії                          | Базалійська загальноосвітня школа І-ІІІ ст., вчитель                  |
| 5                                 | Мельник Василь Дмитрович      | 01.11.2010            | вища    | член Народної партії                          | ЗОВ «Мрія — 97 Плюс», агроном                                         |
| 6                                 | Лавренюк Наталя Дмитрівна     | 01.11.2010            | вища    | член Народної партії                          | Базалійська селищна рада, секретар                                    |
| 7                                 | Демедюк Богдан Миколайович    | 01.11.2010            | вища    | член Народної партії                          | тимчасово не працює                                                   |
| 8                                 | Радіонов Святослав Васильович | 01.11.2010            | вища    | член Народної партії                          | Базалійська районна лікарня, лікар                                    |
| 10                                | Ходзінська Людмила Василівна  | 01.11.2010            | вища    | член Народної партії                          | ТзОВ «Мрія 97», комірник                                              |
| 11                                | Задерей Сергій Сергійович     | 01.11.2010            | вища    | позапартійний                                 | Теофіпольська філія ВАТ «Хмельницькгаз», контролер                    |
| 14                                | Герасимюк Петро Васильович    | 01.11.2010            | вища    | член Народної партії                          | Базалійська дільниця Теофіпольського райвузла електрозв'язку, майстер |
| Політична партія «Сильна Україна» |                               |                       |         |                                               |                                                                       |
| 15                                | Віткова Неоніла Іванівна      | 01.11.2010            | вища    | член Політичної партії «Сильна Україна»       | тимчасово не працює                                                   |
| Самовисування                     |                               |                       |         |                                               |                                                                       |
| 3                                 | Панасюк Василь Костянтинович  | 01.11.2010            | вища    | позапартійний                                 | Теофіпольський ПАПЛ, інженер ОП                                       |
| 4                                 | Діхтярук Анатолій Петрович    | 01.11.2010            | вища    | член Соціалістичної партії України            | приватний підприємець                                                 |
| 9                                 | Олійник Леонід Олександрович  | 01.11.2010            | вища    | член Всеукраїнського об'єднання «Батьківщина» | Базалійська пожежна охорона, начальник                                |
| 12                                | Задерей Алла Володимирівна    | 01.11.2010            | середня | член Всеукраїнського об'єднання «Батьківщина» | маркет, касир                                                         |
| 13                                | Орлик Віктор Антонович        | 01.11.2010            | вища    | позапартійний                                 | пенсіонер                                                             |
| 16                                | Греля Лілія Василівна         | 01.11.2010            | вища    | позапартійна                                  | Базалійська селищна рада, спеціаліст                                  |